# Diecéze Arcavica
Diecéze Arcavica je titulární diecéze římskokatolické církve.

## Historie
Arcavica (nebo Ercavica), nacházející se ve španělském městě Cañaveruelas, bylo starobylé město v římské provincii Hispania Carthaginiensis (Hispania Tarraconensis).
Máme některé zprávy o biskupech této diecéze, dokud nedošlo k arabské invazi, kdy diecéze skončila.
Dnes je Arcavica užívána jako titulární biskupské sídlo.

## Seznam biskupů
- Nigrinus
- Sophronius (první polovina 6. století)
- Caonius (před rokem 589)
- Petrus (zmíněn roku 589)
- Theodosius (zmíněn roku 610)
- Carterius (před rokem 633 – po roce 638)
- Balduigius (před rokem 653 – po roce 656)
- Mumolus (zmíněn roku 675)
- Sempronius (před rokem 681 – po roce 684)
- Gabinius (asi 686 – po roce 693)

## Seznam titulárních biskupů
- 1969 – 1990 Liudas Povilonis, M.I.C.
- 1991 – 2001 Cristián Caro Cordero
- 2001 – 2004 Joaquin Maria López de Andújar y Cánovas del Castillo
- 2005 – 2011 Cecilio Raúl Berzosa Martínez
- 2011 - 2017 Grzegorz Ryś